# Duncan Fernie
Duncan Fernie (1 de abril de 1978) es un deportista británico que compitió por Escocia en curling. Ganó una medalla de plata en el Campeonato Mundial de Curling Masculino de 2011.

## Palmarés internacional
| Representando a Escocia |                 |                  |        |
| Campeonato Mundial      |                 |                  |        |
| Año                     | Lugar           | Medalla          | Prueba |
| 2011                    | Regina (Canadá) | Medalla de plata | Equipo |